# Prime de partage de la valeur
La prime de partage de la valeur (PPV), anciennement nommée « prime de pouvoir d'achat » ou « prime exceptionnelle de pouvoir d'achat », « prime Macron » ou encore « prime Covid », est un dispositif socio-fiscal français, permettant à l'employeur de verser, chaque année, une rémunération facultative à ses salariés. Son versement dépend du bon vouloir de l'employeur ou de la contractualisation d'un accord d'entreprise. Les conditions d'exonération fiscale et d'obtention de cette prime varient selon la date de versement.

## Histoire

### Prime exceptionnelle de pouvoir d'achat
La prime exceptionnelle de pouvoir d'achat (Pepa) est créée fin 2018 dans le cadre de la loi portant mesures d'urgence économiques et sociales, en réponse au mouvement des Gilets jaunes,,.
En 2019, 4,8 millions de salariés bénéficient de cette prime pour un montant moyen de 400 euros. En 2020, elle est reconduite pour faire face à la pandémie de Covid-19. Malgré la crise sanitaire, plus de 6 millions de salariés en bénéficient en 2020 pour un montant moyen de 458 euros. Environ 2,3 milliards € sont ainsi distribués. En 2021, environ 4 millions de salariés avaient reçu la prime.

### Prime de partage de la valeur
La prime exceptionnelle de pouvoir d'achat est reconduite en 2022 et 2023, dans le cadre de la loi de finances rectificative, où elle change de nom en juillet 2022, pour celui de prime de partage de la valeur,.
Sur l'année 2022, 5,5 millions de salariés, soit 20 % d'entre eux, bénéficient de la prime de partage de la valeur pour un montant d'environ 4,4 milliards d'euros, soit une moyenne de 789 €,,.
En février 2023, plusieurs syndicats signet un accord national interprofessionnel (ANI).
Au 1er janvier 2024, la PPV sera soumise à la CSG, la CRDS et au forfait social. Elle ne sera plus exonérée d'impôt sur le revenu.
En juin 2024, le premier ministre, Gabriel Attal, fait campagne aux élections législatives anticipées de 2024 en faveur du pouvoir d'achat sur une proposition d'augmentation du plafond de défiscalisation de 6 000 € à 10 000 €.
À partir de janvier 2025, toutes les entreprises réalisant des profits, comptant entre 11 et 49 salariés, devront disposer d'un accord de partage de la valeur tel que la participation, l'intéressement, le plan d’épargne salariale ou la prime de partage de la valeur.

## Modalités
La prime est exonérée, dans la limite de 3 000 €, de cotisations sociales, de CSG, de CRDS et de taxes sur les salaires et jusqu’à 6 000 € pour les entreprises ayant mis en place un dispositif d’intéressement ou de participation. Elle est également exonérée d'impôt sur le revenu pour une rémunération brute annuelle inférieure à 3 SMIC. Au-delà, elle est soumise à la CSG, CRDS et à l'impôt sur le revenu.

## Structures éligibles
Les structures éligibles sont les employeurs de droit privé, y compris les travailleurs indépendants (artisans, commerçants, exploitants agricoles, professions libérales), les établissements publics à caractère industriel et commercial (EPIC) et établissements publics administratifs (EPA), et les établissements et services d'aide par le travail (Ésat),.

## Bénéficiaires éligibles
La prime peut être versée aux salariés, qu'il soit en CDI, en CDD, à temps plein ou à temps partiel, aux agents publics, aux intérimaires et aux travailleurs en situation de handicap. Ainsi qu'aux fonctionnaires et salariés de droit public employés par des employeurs de droit privé.

## Critiques
Selon une étude de l'INSEE de juillet 2020, la prime Pepa profite davantage aux salariés de la finance-assurance et de l’industrie. Elle suggère l'existence d’effets d’aubaine au premier trimestre 2019 sur la dynamique des salaires, estimé entre 15 et 40 %,,. Cet effet de « substitution sur le long terme aux rémunérations ordinaires » est reconnu sur l’épargne salariale par le gouvernement dans le cadre du Projet de loi de financement de la sécurité sociale 2023.
La Confédération générale du travail pointe un manque à gagner de 400 millions €, au titre de l'année 2019, dans les comptes de la Sécurité sociale.
Selon l'économiste Michaël Zemmour, la prime Macron creuse « volontairement le déficit de la Sécurité sociale » pour « justifier dans un second temps » des réformes sur les services publics. Son analyse économique montre que cette prime se substitue aux augmentations de salaires. Il dénonce alors l'absence de compensation des pertes de recettes engendrées auprès de la Sécurité sociale, de l’assurance-chômage et des retraites complémentaires.
Selon le Conseil d’analyse économique (CAE), la somme des dispositifs de partage de la valeur (intéressement, participation, prime Macron...) au niveau macroéconomique, ne représente qu' 1 % seulement de la valeur ajoutée. Ce type de rémunération bénéficie principalement aux salariés des grandes entreprises et à ceux qui sont déjà les mieux payés et ne représente que 4 % de leur rémunération totale. Cette répartition entre salarié est jugée « très inégalitaires ». Par ailleurs, le budget de l'État et celui de la sécurité sociale seraient amputés par l’intermédiaire de ces mesures « de 38 centimes de recettes fiscales pour chaque euro versé ». Les économistes du CAE analysent l'impact de cette réforme par une « augmentation de deux points de pourcentage de la part du capital dans la valeur ajoutée en France, et donc à une baisse correspondante de pourcentage de la part du travail ». Ils préconisent de recourir à un mécanisme obligatoire et unique comme celui de la participation.